# Kościół Świętego Krzyża w Bytomiu-Miechowicach
Kościół Świętego Krzyża w Bytomiu Miechowicach – kościół rzymskokatolicki wzniesiony w latach 1856–1864 w Bytomiu-Miechowicach, wpisany do rejestru zabytków nieruchomych województwa śląskiego.

## Historia

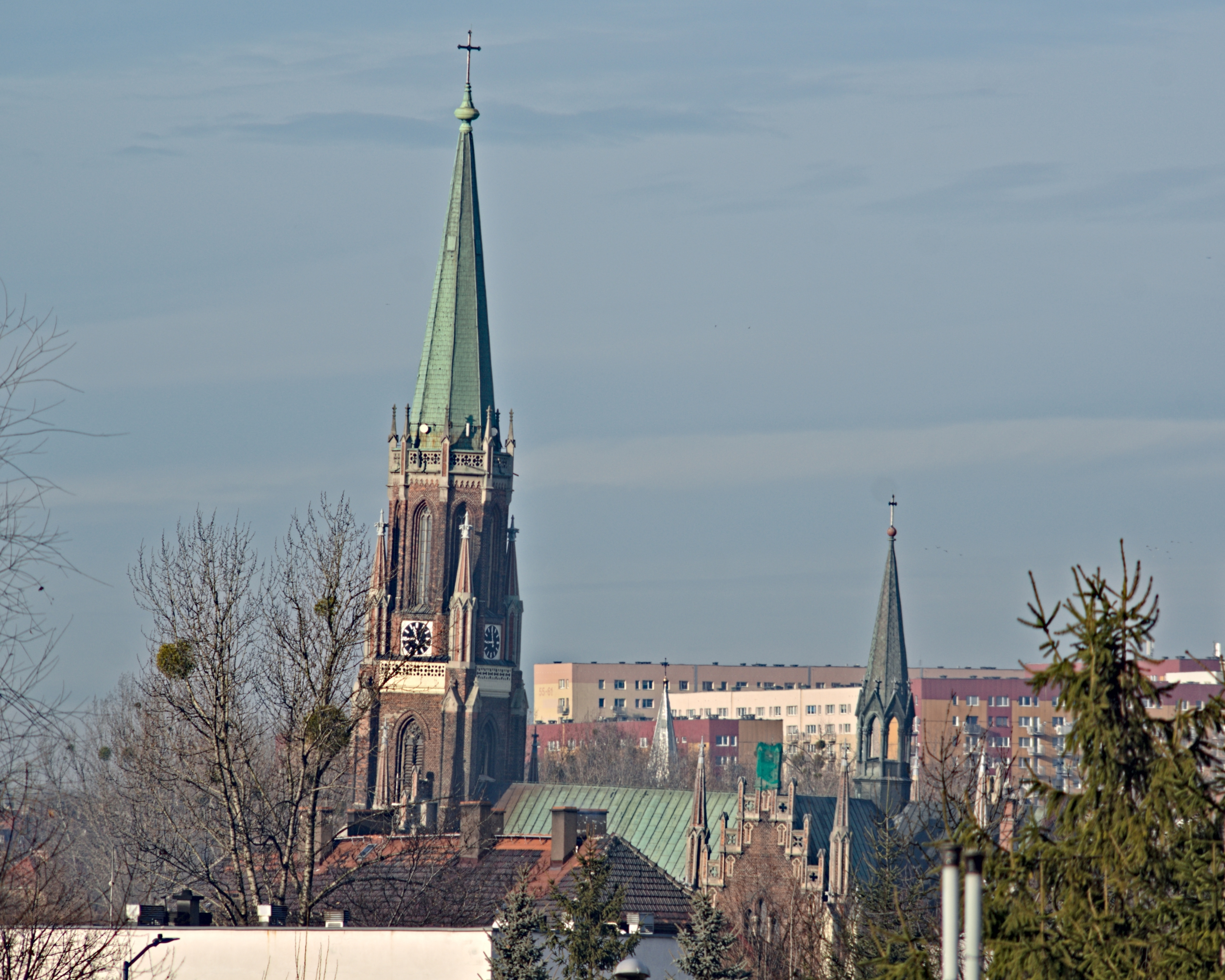
Odchylona od pionu wieża kościoła (2019)

Kościół został wybudowany w latach 1856–1864 w stylu neogotyckim według projektu Augusta Sollera. Wieżę w obecnym kształcie ukończono w 1894 r. Fundatorką kościoła była Maria Winckler z Domesów, wdowa po Franciszku Aresinie, a wówczas już żona Franciszka Wincklera.
Kościół miał pierwotnie stanąć na terenie parku zamkowego na miejscu starego, rozebranego w 1853 kościółka opisanego przez księdza Norberta Bonczyka w poemacie Stary Kościół Miechowski. Jednak ze względu na niestabilny i podmokły grunt (tzw. kurzawka) wybudowano go na sąsiednim wzgórzu. W krypcie kościoła spoczywają szczątki właścicieli Miechowic: Domesów, Aresinów i Wincklerów, zaś na przykościelnym cmentarzu znajdują się groby zamordowanych przez Armię Czerwoną w 1945 mieszkańców Miechowic.
W 1999 r. kościół otrzymał I nagrodę głównego konserwatora zabytków – „zabytek zadbany”.
Pod kościołem była prowadzona eksploatacja złoża węgla kamiennego przez Kopalnię Węgla Kamiennego Bobrek-Piekary, w 2016 roku wydobycie na zawał prowadzono na głębokości około 700 m w pokładzie 503, co przełożyło się na deformacje bryły budynku – w 2016 roku jeden z filarów był wychylony o 2,98% od pionu w kierunku wschodnim. Z uwagi na prowadzone prace górnicze budynek wzmocniono m.in. ściągami stalowymi, rozporami oraz zewnętrzną płytą usztywniającą wokół kościoła.

## Architektura
Budynek wzniesiony z cegły w stylu neogotyckim na planie krzyża o wymiarach około  27 x 49 m, orientowany. Nawa główna ma wysokość 13 m, po jej obu stronach znajdują się nawy boczne wysokie na 11 m, oddzielone od nawy głównej ceglanymi filarami. Nawy pokryte sklepieniami żebrowymi gwiaździstymi z cegły dziurawki
Nad wejściem do świątyni góruje murowana wieża o wysokości około 60 m (do krzyża), nakryta dachem ośmiobocznym.
Pod transeptem znajduje się podziemna krypta.
W kościele znajdują się m.in.:
- rzeźba Madonny wykonana z białego marmuru przez Teodora Kalidego – jest to ostatnie dzieło tego znanego artysty
- portal nad wejściem głównym wykonany z piaskowca, z wyróżnionymi postaciami miechowity i górnika

## Galeria

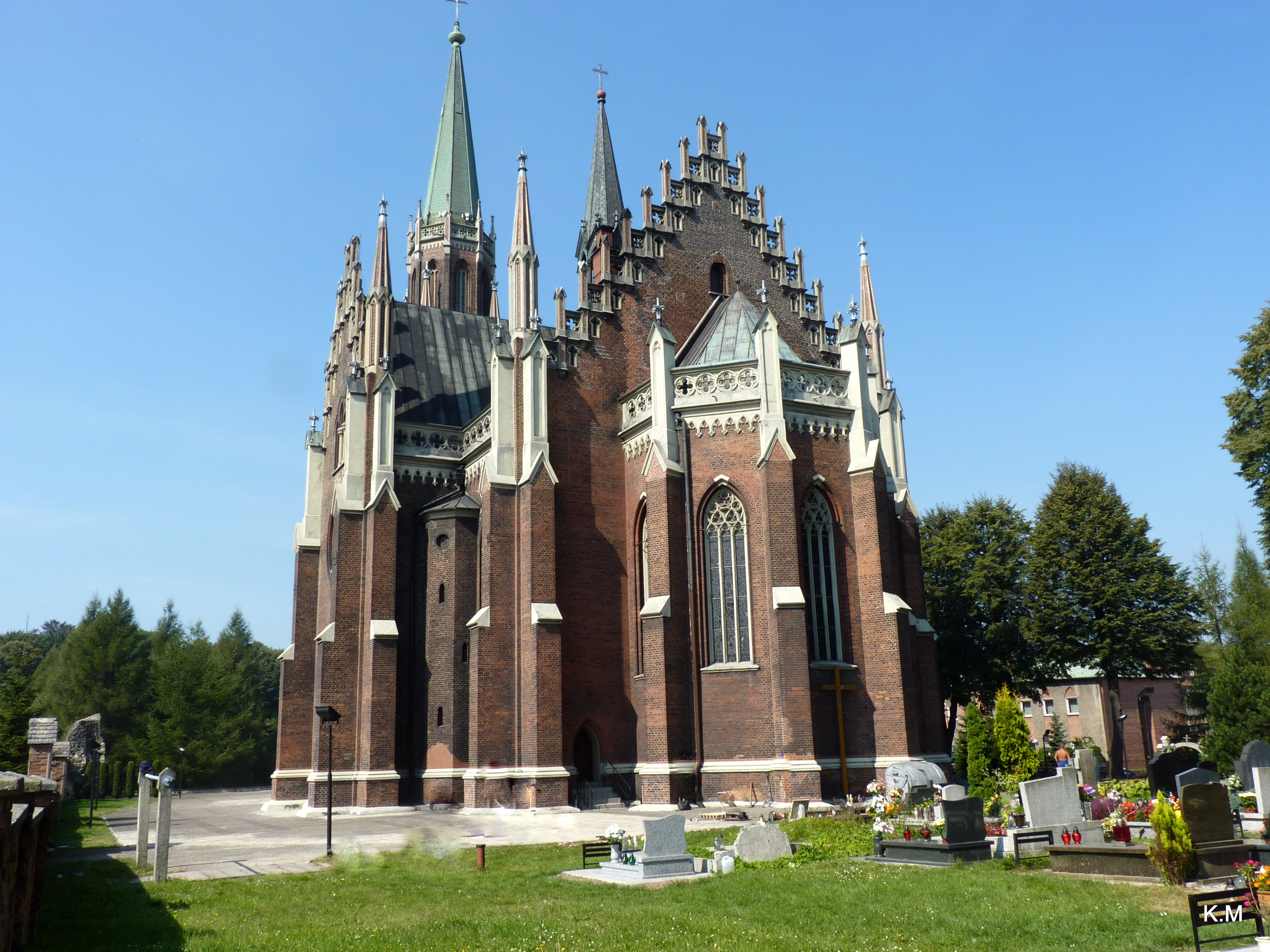
Apsyda (2011)
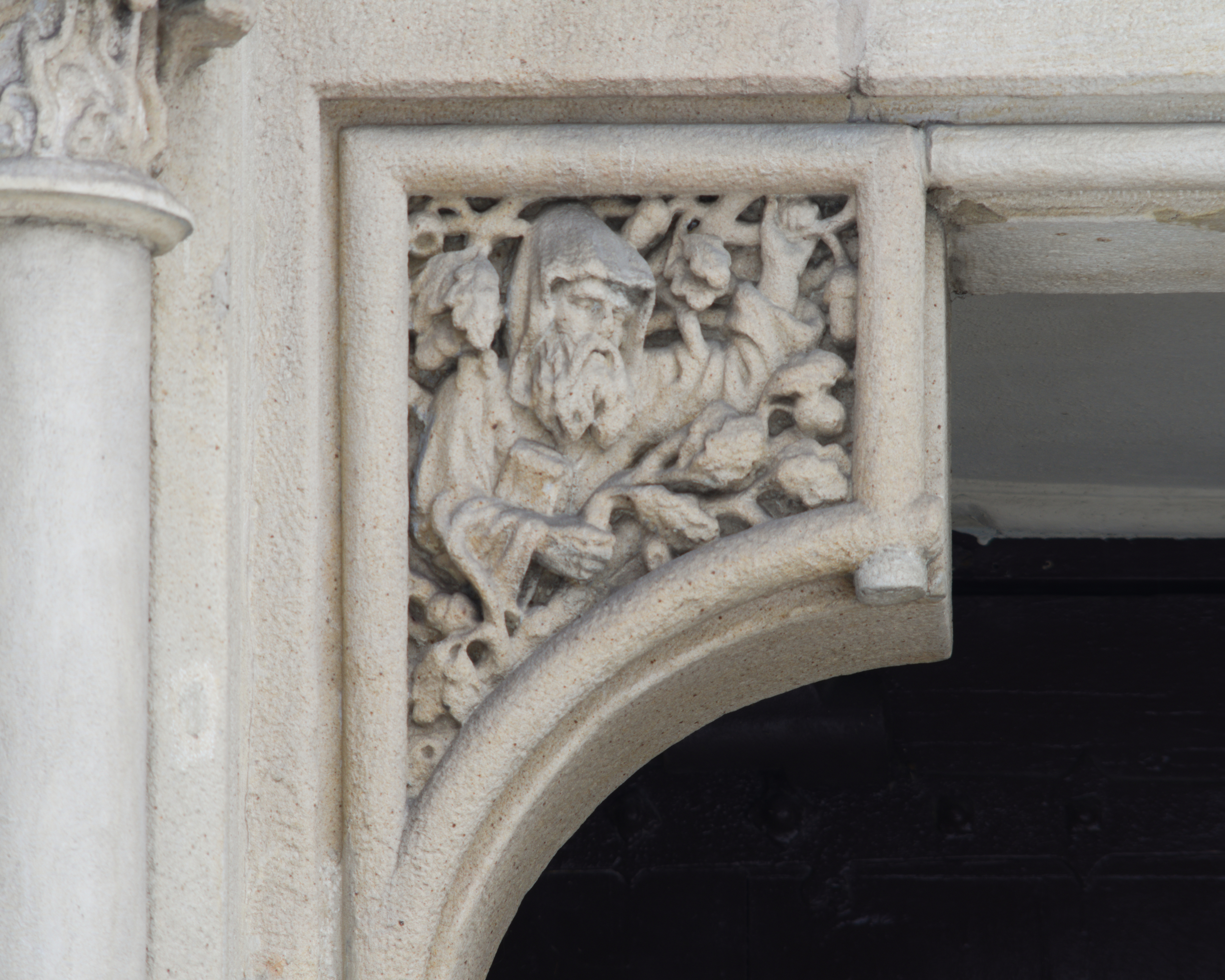
Płaskorzeźba z wizerunkiem miechowity w portalu głównym (2021)
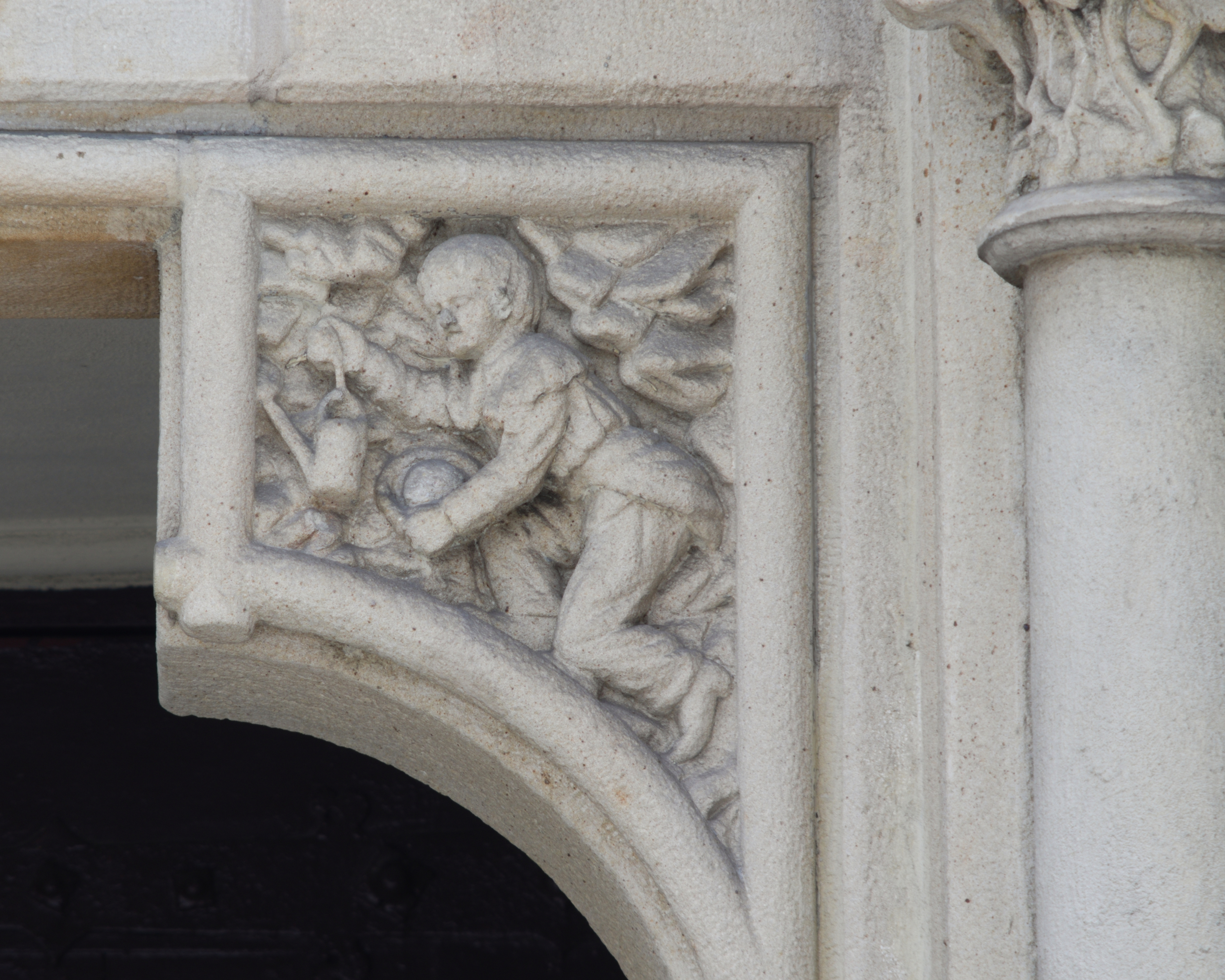
Płaskorzeźba z wizerunkiem górnika w portalu głównym (2021)
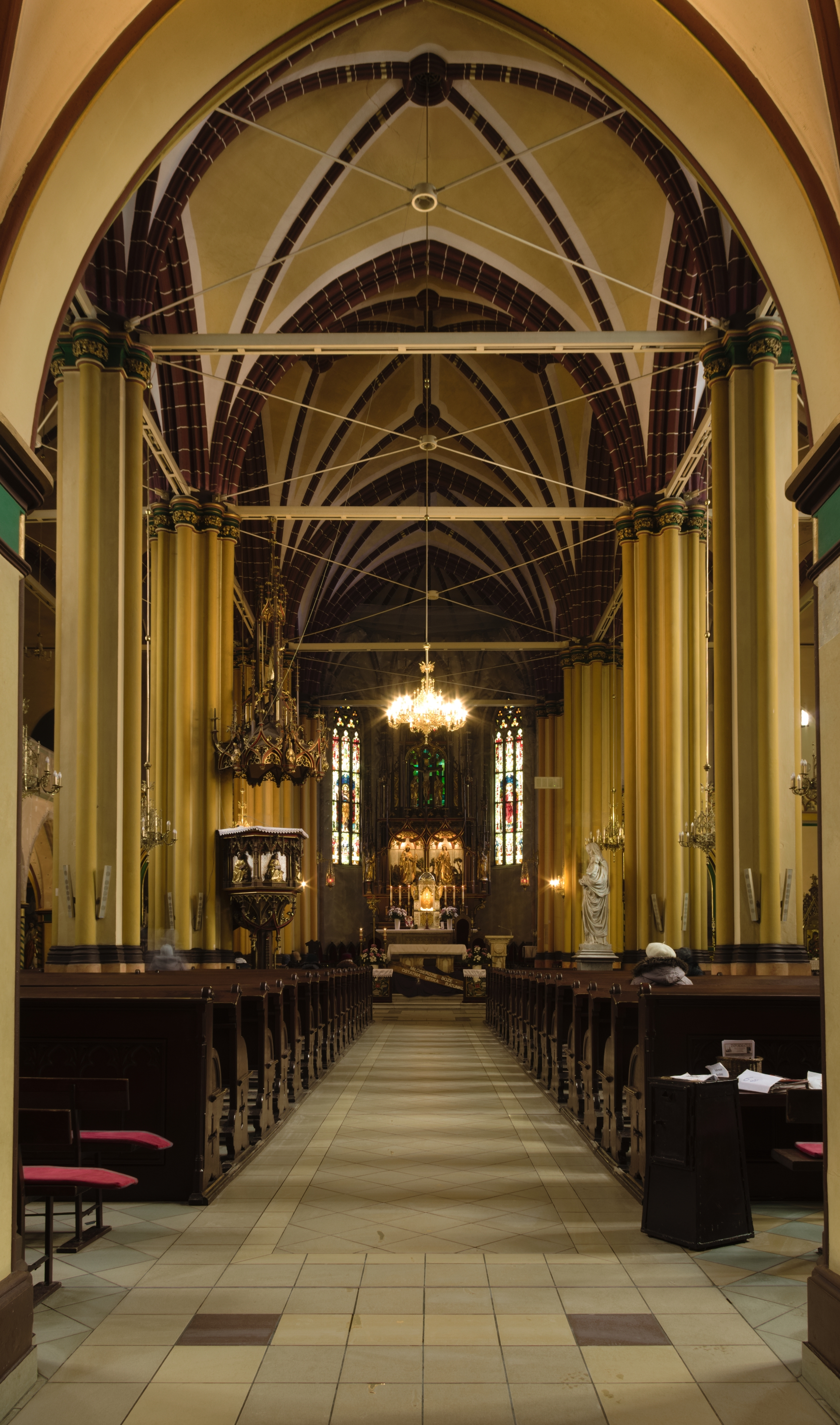
Nawa główna (2021)
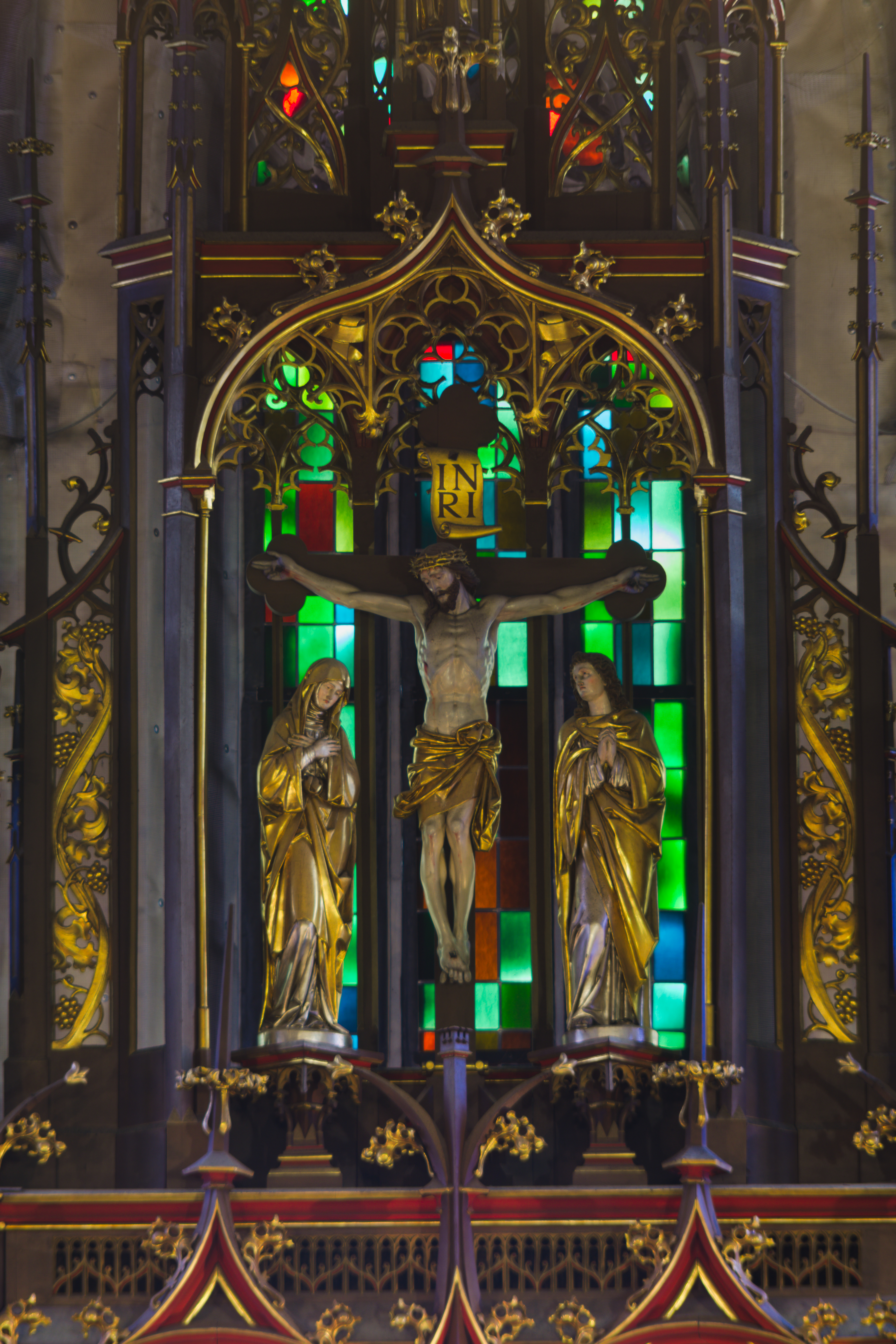
Grupa Ukrzyżowania w nastawie ołtarza głównego (2021)
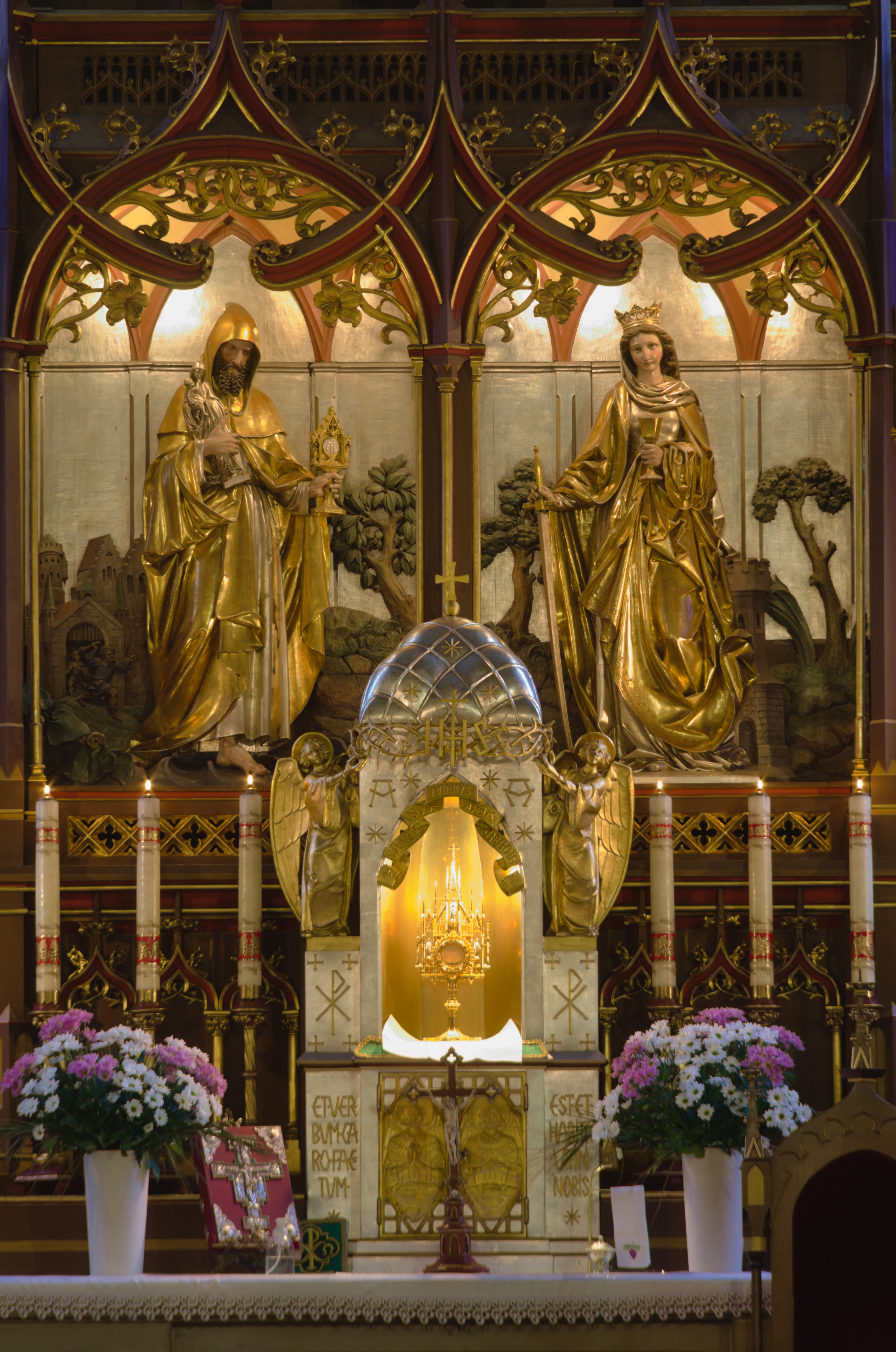
Tabernakulum (2021)
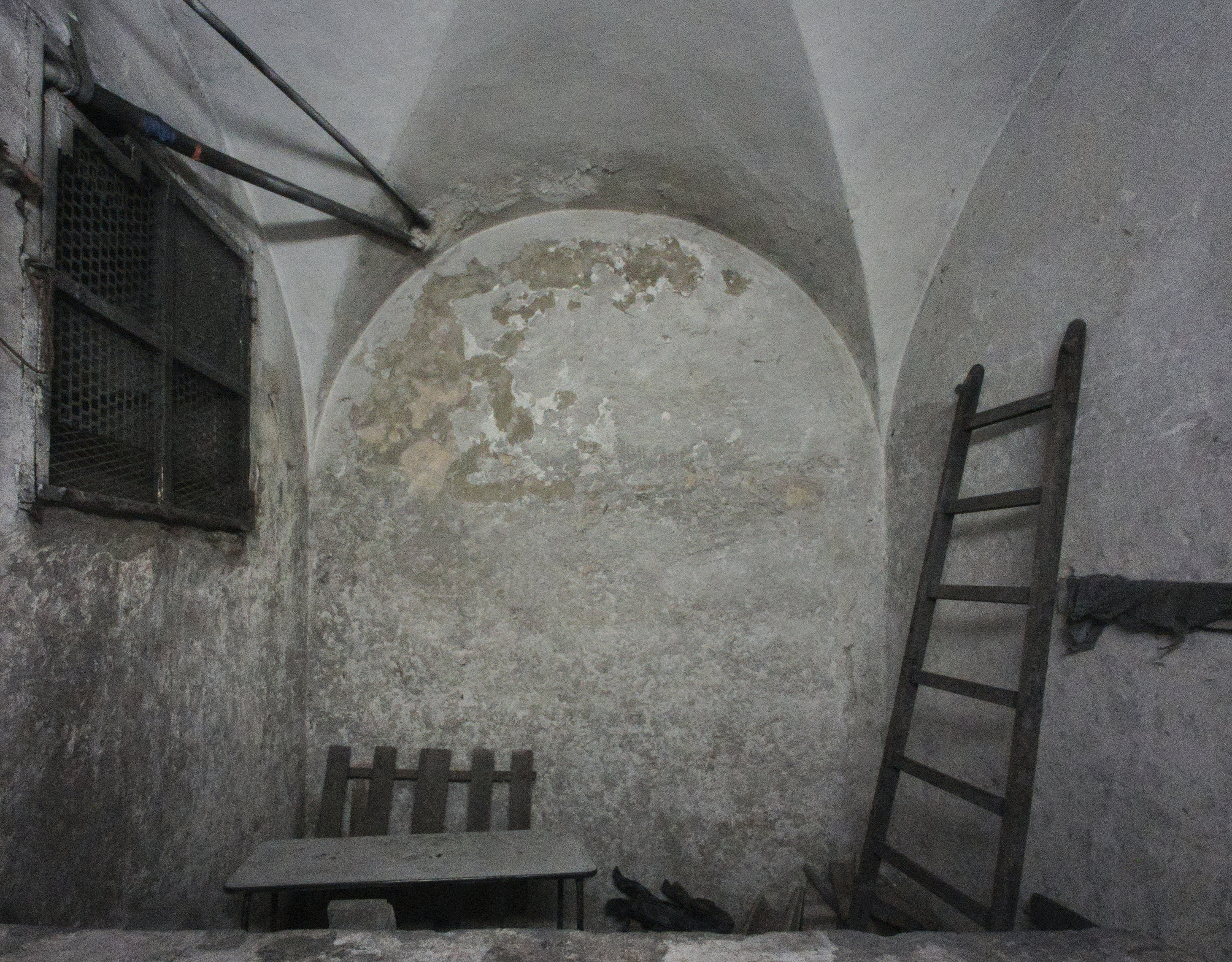
Pomieszczenie w drodze do krypty (2021)
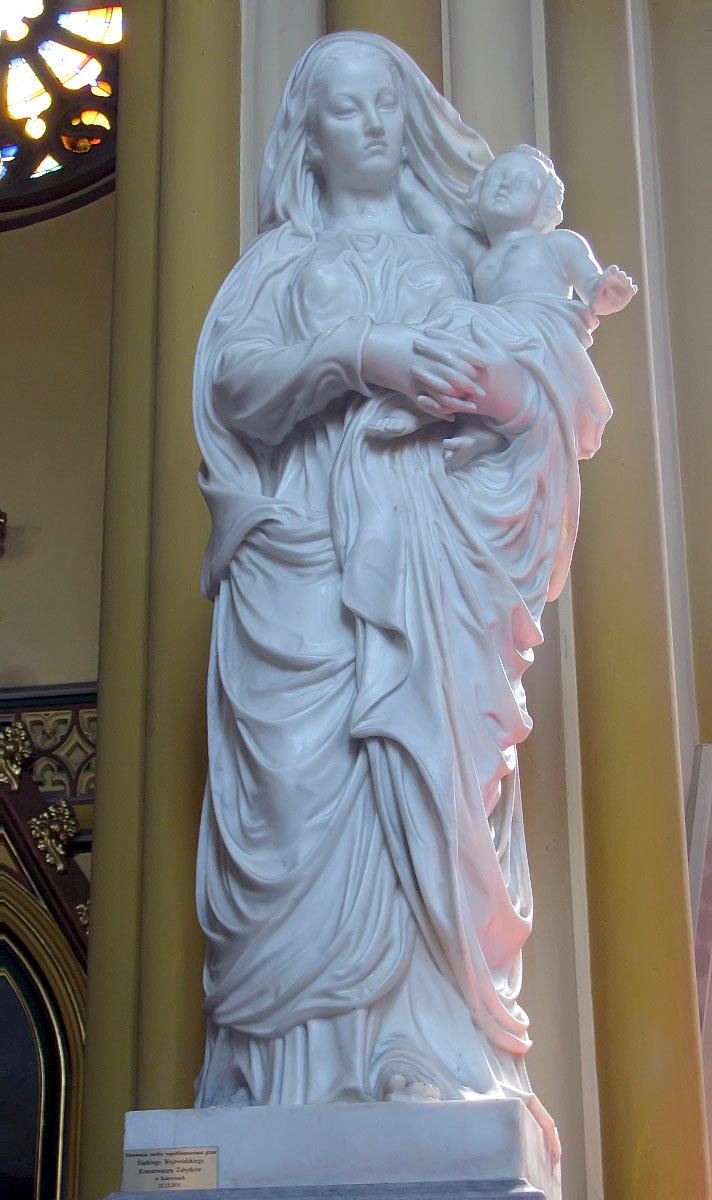
Rzeźba Madonny (2012)